# 科尔托纳的圣母领报

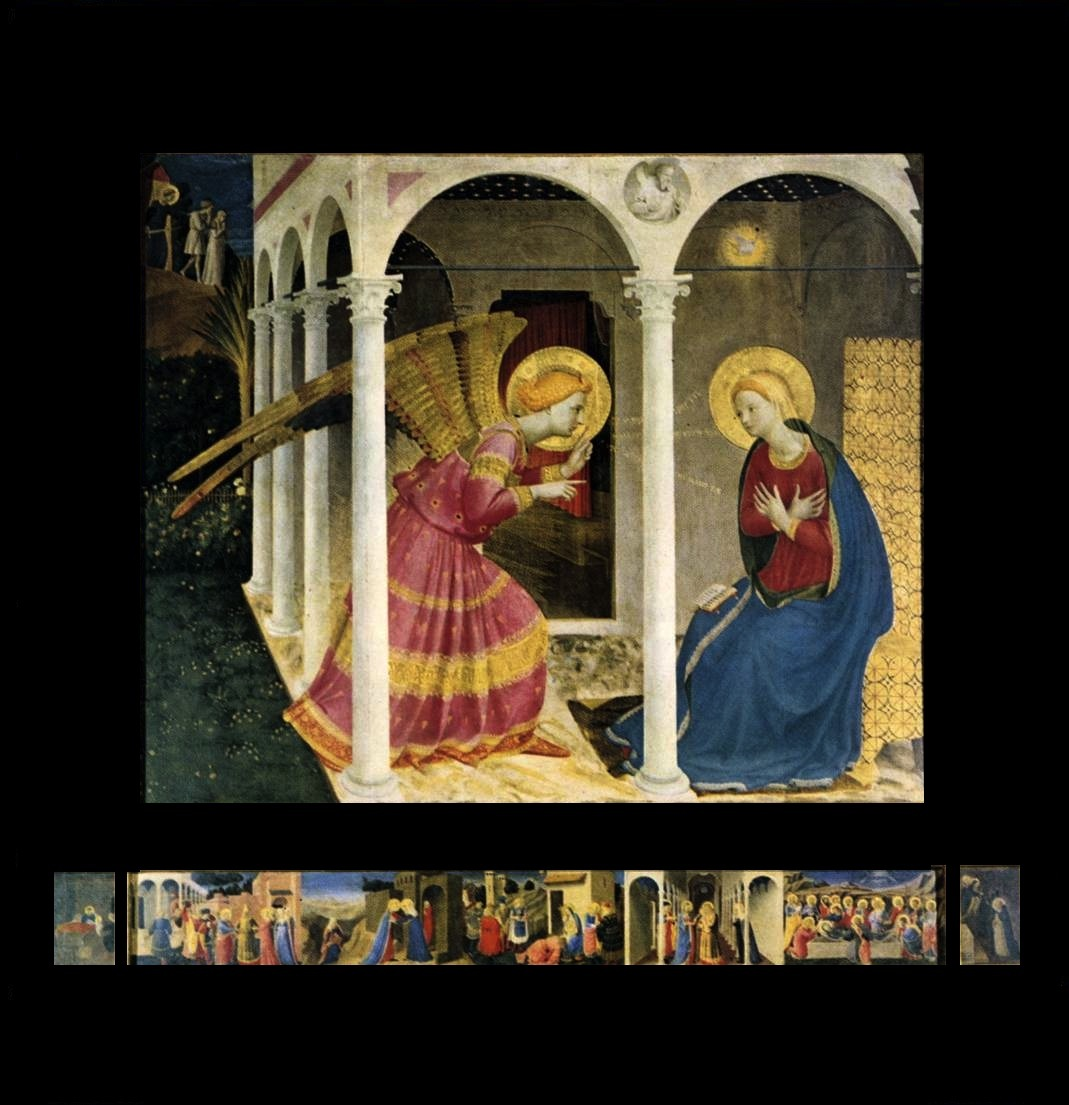

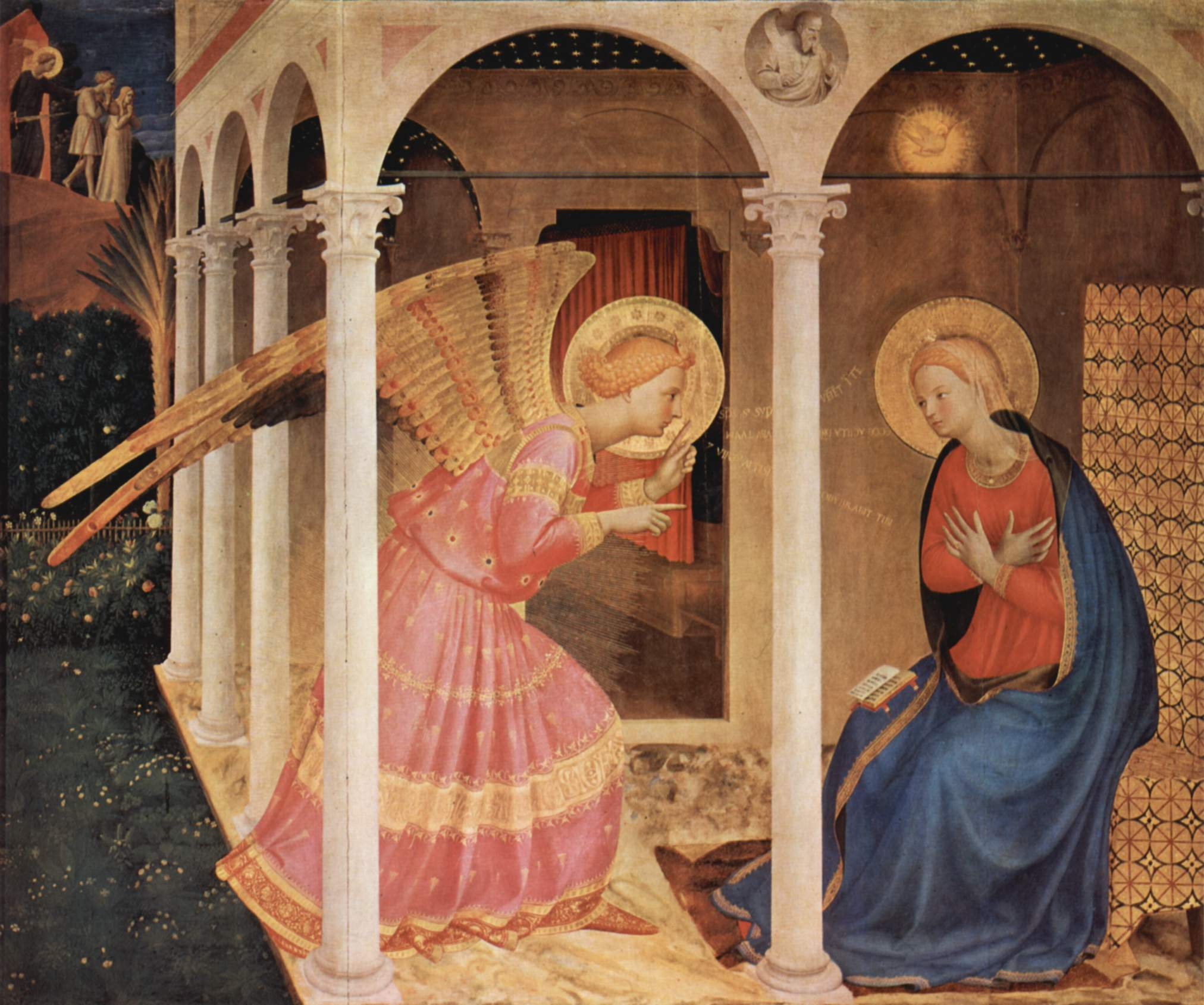

科尔托纳的圣母领报（Annunciation of Cortona）是 真福安杰利科修士所绘的一幅单幅祭坛画，曾经被安置在科尔托纳的耶稣教堂（Church of Gesù），现在保存在科尔托纳的教区博物馆（Museo Diocesano）。

## 历史
科尔托纳的圣母领报由安杰利科修士绘于1433-1434年，大小为175 cm x 180 cm.。
这是安杰利科修士的三幅圣母领报祭坛画之一，另外两幅分别在马德里普拉多博物馆，以及圣焦万尼瓦尔达尔诺的恩宠圣母圣殿博物馆（Museo della Basilica di Santa Maria delle Grazie）。还有两幅壁画，在佛罗伦萨圣玛尔谷大殿的修道院，在楼梯和第三小间的顶部。
此外，还有这一主题与東方三博士题材相结合的场景，在国立圣马可美术馆，以及在翁布里亚国家美术馆的一幅双联画。

## 主题
这一场景是典型的基督教肖像画，总领天使聖加俾額爾向圣母报喜，记载在福音书中，在文艺复兴时期画家的参考书，雅各·德·佛拉金的《黃金傳說》中，有非常详细地描述。

## 描述
这一作品描绘圣母的生活场景，与圣焦万尼瓦尔达尔诺的圣母领报相同：
- “圣母的婚姻”
- “东方三博士的崇拜”
- “献主于圣殿”
- “圣母升天”

它们也被归为安杰利科修士的助手扎诺比·斯特罗齐（Zanobi Strozzi）的作品。
在左边，表现原罪的场景：亚当和夏娃夫妇被逐出天堂。

## 有趣的铭文
有趣的是，在圣母领报场景左边的总领天使和右边的圣母之间，有三行文字。天使的话写成两行，从左到右阅读。圣母的话在这两行之间。如果我们仔细看，会发现她的话是颠倒的。但这还不是全部。圣母的回应还是向后写的。因此，我们必须倒立，从右到左阅读，来发现她在说什么。
这是向观众表明，这些文字是写给上帝的，上帝会处于正确的位置去读它们。